# Lucio Corsi
Lucio Corsi (Grosseto, 15 oktober 1993) is een Italiaans singer-songwriter.

## Biografie
Corsi groeide op in de Maremma en vestigde zich na zijn middelbare studies in Milaan om een muzikale carrière na te streven. In 2015 bracht hij zijn eerste album uit.
In 2025 nam Corsi deel aan het Festival van San Remo. Met het nummer Volevo essere un duro eindigde hij op de tweede plaats, net na Olly. Deze verzaakte aan het voorrecht om Italië te vertegenwoordigen op het Eurovisiesongfestival 2025, waardoor het ticket voor Bazel overging naar Corsi. Daar bespeelde hij in de finale de mondharmonica. Het was de eerste keer sinds 1998 dat er op het festival live een instrument bespeeld werd. Aangezien het reglement het live bespelen van instrumenten verbiedt indien zij aangesloten zijn op versterkers, voldeed Corsi geheel aan de regels door de mondharmonica rechtstreeks in de microfoon te bespelen. Hij eindigde op de vijfde plaats met 256 punten.

## Discografie
- Bestiario musicale, 2017
- Cosa faremo da grandi?, 2020
- La gente che sogna, 2023
- Volevo essere un duro, 2025

## Hitnoteringen

### Albums
| Album                  | Verschijnen     | Label          | Hitlijsten | Hitlijsten | Opmerkingen      |
| Album                  | Verschijnen     | Label          | CH         | IT         | Opmerkingen      |
| Album                  | Verschijnen     | Label          | Piek       | Piek       | Opmerkingen      |
| ---------------------- | --------------- | -------------- | ---------- | ---------- | ---------------- |
| Bestiario musicale     | 27 januari 2017 | Picicca Dischi | —          | 82         |                  |
| Cosa faremo da grandi? | 17 januari 2020 | Sugar Music    | —          | 23         |                  |
| La gente che sogna     | 21 april 2023   | Sugar Music    | —          | 37         |                  |
| Volevo essere un duro  | 21 maart 2025   | Sugar Music    | 27         | 1          | - FIMI: Platinum |

### Singles
| Lied                   | Verschijnen | Album                  | Hitlijsten   | Hitlijsten   | Hitlijsten | Hitlijsten | Hitlijsten | Hitlijsten | Hitlijsten | Hitlijsten | Hitlijsten | Hitlijsten | Opmerkingen                          |
| Lied                   | Verschijnen | Album                  | NL (Top 100) | NL (Top 100) | GB         | DE         | FI         | AT         | NO         | SE         | CH         | IT         | Opmerkingen                          |
| Lied                   | Verschijnen | Album                  | Piek         | Weken        | Piek       | Piek       | Piek       | Piek       | Piek       | Piek       | Piek       | Piek       | Opmerkingen                          |
| ---------------------- | ----------- | ---------------------- | ------------ | ------------ | ---------- | ---------- | ---------- | ---------- | ---------- | ---------- | ---------- | ---------- | ------------------------------------ |
| Cosa faremo da grandi? | 2019        | Cosa faremo da grandi? | —            | —            | —          | —          | —          | —          | —          | —          | —          | 60         |                                      |
| Trieste                | 2020        | Cosa faremo da grandi? | —            | —            | —          | —          | —          | —          | —          | —          | —          | 85         |                                      |
| Tu sei il mattino      | 2024        | Volevo essere un duro  | —            | —            | —          | —          | —          | —          | —          | —          | —          | 42         |                                      |
| Volevo essere un duro  | 2025        | Volevo essere un duro  | 78           | 1            | 49         | 85         | 43         | 17         | 61         | 30         | 11         | 3          | inzending Eurovisiesongfestival 2025 |
| Situazione complicata  | 2025        | Volevo essere un duro  | —            | —            | —          | —          | —          | —          | —          | —          | —          | 85         |                                      |

1956: Franca Raimondi + Tonina Torrielli · 
1957: Nunzio Gallo · 
1958: Domenico Modugno · 
1959: Domenico Modugno · 
1960: Renato Rascel · 
1961: Betty Curtis · 
1962: Claudio Villa · 
1963: Emilio Pericoli · 
1964: Gigliola Cinquetti · 
1965: Bobby Solo · 
1966: Domenico Modugno · 
1967: Claudio Villa · 
1968: Sergio Endrigo · 
1969: Iva Zanicchi · 
1970: Gianni Morandi · 
1971: Massimo Ranieri · 
1972: Nicola di Bari · 
1973: Massimo Ranieri · 
1974: Gigliola Cinquetti · 
1975: Wess & Dori Ghezzi · 
1976: Al Bano & Romina Power · 
1977: Mia Martini · 
1978: Ricchi e Poveri · 
1979: Matia Bazar · 
1980: Alan Sorrenti · 
1983: Riccardo Fogli · 
1984: Alice & Battiato · 
1985: Al Bano & Romina Power · 
1987: Umberto Tozzi & Raf · 
1988: Luca Barbarossa · 
1989: Anna Oxa & Fausto Leali · 
1990: Toto Cutugno · 
1991: Peppino di Capri · 
1992: Mia Martini · 
1993: Enrico Ruggeri · 
1997: Jalisse · 
2011: Raphael Gualazzi · 
2012: Nina Zilli · 
2013: Marco Mengoni · 
2014: Emma Marrone · 
2015: Il Volo · 
2016: Francesca Michielin · 
2017: Francesco Gabbani · 
2018: Ermal Meta & Fabrizio Moro · 
2019: Mahmood · 
2021: Måneskin · 
2022: Mahmood & Blanco · 
2023: Marco Mengoni · 
2024: Angelina Mango · 
2025: Lucio Corsi
- Gemeinsame Normdatei: 1357429096
- International Standard Name Identifier: 0000 0004 6681 2087
- MusicBrainz: c84ada8b-18d7-4081-85ea-31cf66b42724
- Istituto Centrale per il Catalogo Unico: DDSV352638
- Virtual International Authority File: 2837174228444911670005